# Gabriel Martínez i Altés
Gabriel Martínez i Altés (Falset, 1858 – Barcelona, 1940 fou un pintor català.
Es va formar a París amb Francesc Domingo i Marquès. Cap al 1886 s'instal·la a Barcelona, on hi obrí una acadèmia de Belles Arts, on varen passar entre altres artistes, Isidre Nonell, Xavier Nogués, Ignasi Mallol i, posteriorment, Enric Planasdurà. Com a pintor seguí el fortunyisme i conreà també l'aquarel·la.